# Дудка
Ду́дка — общее название народных духовых музыкальных инструментов семейства продольных флейт (свирели, сопели и других) в России, Белоруссии и Украине.

## Конструкция
Дудка представляет собой трубку с игральными отверстиями и свистковым приспособлением. Дудки отличаются размерами (длина от 20 до 50 см), формой трубок (существуют конусообразные, ровные, с расширением, сужением концов), количеством игральных отверстий, конструкцией свисткового приспособления. Для изготовления используют клён, ясень, орешник, граб, сосну, липу, крушину. Состоит из бузинной тростины, камыша, и имеет несколько боковых отверстий, а для вдувания — мундштучок. В современной практике используют алюминий и эбонит. Бывают цельные и разборные. Дудки высверливаются, выжигаются, выкручиваются вручную, точатся на токарном станке.
Существуют двойные дудки: в две сложенные трубки дуют через один общий мундштук.
«Сопиль. Сопелка, сопилка, сопль, дудка, на которой играют, свирель, сиповка, чибизга, чакан из бузиновой палочки, коры из вербы и т. п. Дуда. Труба, трубка, ствол. Народное музыкальное устройство у пастухов, детей, убогих, редко используемый вместе с другими инструментами; она изготавливается из бузиновой тростины, камыша, со снятой ранней весной коры из вербового прута (сиповка, сопелка, чибизга)» (В. Даль).

## Разновидности

### Открытая дудка
Это вид открытой флейты со скошенным срезом головки (мундштуком), в выступающей (более длинной) части которой вырезано отверстие с острым краем (клином). При игре на ней язык выполняет роль недостающей части свистка — пыжа, вставки, образуя со стенкой дудки канал, по которому струя воздуха направляется на клин. Играют на такой дудке только мужчины. На одном из известных образцов дудки из Курской области в нижней части корпуса имеется пять звуковых отверстий, длина дудки 38 см, диаметр внутреннего канала 1 см. Делается из клёна или черёмухи, но встречаются и медные дудки.

### Сопилка
Украинский музыкальный инструмент. Существует три вида сопилок:
- Свистковая — с 5 (длина 20—30 см; распространена на Западной Украине) и 6 игровыми отверстиями (длина 30—40 см; на всей территории Украины). В 1970 году Д. Ф. Деменчуком разработана хроматическая сопилка с 8 игровыми отверстиями на лицевой стороне и 2 на тыльной[6].
- Открытая — c 6 отверстиями, длина 26—36 см, распространена среди Гуцулов на Западной Украине.
- Губнощелевая со свистковым вырезом без втулки — с 6 отверстиями (южные, степные районы).

### Дудка-поршнёвка
Получил распространение в Западной Белоруссии. Представляет собой цилиндрическую деревянную трубку со свистковым приспособлением, в которую вставлен поршень с ручкой. Звукоизвлечение осуществляется подачей струи воздуха и ритмичных, качающих движений поршня, которые определяют высоту звука (длина воздушного столба внутри ствола обратно пропорциональна высоте извлекаемого звука). Так, самый низкий звук образуется в максимально открытом положении поршня, самый высокий − в самом закрытом положении. Дудка-поршнёвка − слуховой инструмент без фиксированного строя. Игра на нём связана в первую очередь со слуховыми ощущениями исполнителя.

### Дудка с тремя отверстиями
Распространённая в Западной Европе дудка. Музыкант одной рукой играет на дудке, другой — на барабане или на колокольчике.
См. также: Галубе

### Калюка
Калю́ка (от колю́чий), также вы́гонка, колю́ка, оберто́новая фле́йта, травя́ная ду́дка — духовой музыкальный инструмент, являющийся разновидностью продольной обертоновой флейты, поскольку во время исполнения игры на этом музыкальном инструменте выдувают натуральные обертоны. Представляет собой полый цилиндр со специальными отверстиями, изготовленный из стебля татарника колючего или некоторых других растений.
Об использовании инструмента в русской традиционной культуре специалистам стало известно только в 1980 году, после чего он нашёл достаточно широкое применение в русских фольклорных ансамблях. В народной культуре считается исключительно мужским. Аналогичные калюке инструменты встречаются у многих народов мира.
Игра на калюке осуществляется путём открывания и закрывания пальцем нижнего отверстия трубки, а также изменением силы подаваемой ртом струи воздуха в инструмент. Во время игры музыкальный инструмент держат вертикально вниз двумя руками так, чтобы подушечкой указательного пальца можно было то открывать, то закрывать нижнее отверстие.
Размер музыкального инструмента может быть разным, в зависимости от роста и длины рук играющего на нём. Для детей это от 25 см до 30 см, а для взрослых — от 72 см до 86 см. Длина трубки также подгоняется по росту владельца. Длина считается приемлемой, если ладонью руки или пальцами можно было закрыть нижнее отверстие на трубе. Поэтому длина флейты не должна превышать размера вытянутой руки от плеча до кончиков пальцев рук. Корпус калюки имеет проход конической формы, слегка сужающийся сверху вниз. Внутренний диаметр трубок составляет от 15 до 25 мм. Диаметр выходного отверстия не превышает 12—14 мм, а верхнего отверстия — 19—23 мм.
Дудка была открыта в 1980 году студентами Московской и Ленинградской консерватории в сёлах Большебыково и Подсереднее, расположенные на полпути от Белгорода до Воронежа.

## Дудка в культуре
О популярности дудки как музыкального инструмента свидетельствует большое количество пословиц и поговорок, в которых она упоминается, например:
- «дуть в свою дуду» — упорно повторять одно и то же, несмотря на возражения;
- «плясать под чужую дудку» — послушно выполнять чьи-либо требования;
- «и швец, и жнец, и на дуде игрец» — про человека, успешного во многих областях (или, в ироническом смысле, претендующего на такую успешность).